# هیما استور
هیما استور (انگلیسی: HEMA Store) شرکت خرده‌فروشی هلندی است، که در سال ۱۹۲۶ تأسیس شد.